# Håkan Winberg
Sven Håkan Winberg, född 30 juli 1931 i Borgsjö församling i Västernorrlands län, död 22 april 2022 i Sundsvalls Gustav Adolfs distrikt i Västernorrlands län, var en svensk jurist och politiker (moderat), statsråd 1979–1981 och riksdagsman 1971–1982.

## Biografi
Winberg var son till stationsinspektoren Sven Winberg och Sally Ångman. Han avlade juris kandidatexamen i Uppsala 1959, tjänstgjorde som sekreterare vid riksdagshögerns kansli och blev fiskal vid Hovrätten för Nedre Norrland 1963, assessor 1970, rådman i Härnösand 1972, hovrättsråd vid Hovrätten för Nedre Norrland 1976. Winberg var statsråd och chef för justitiedepartementet 1979–1981 samt hovrättspresident i Hovrätten för Nedre Norrland 1982–1998.
Han var ordförande i Föreningen Heimdal 1954–1955, Sveriges konservativa studentförbund 1957–1959, moderat riksdagsledamot 1971–1982 invald av Västernorrlands läns valkrets (ledamot lagutskottet, justitieutskottet), ledamot i moderata samlingspartiets partistyrelse från 1972, presstödsnämnden 1971–1979, styrelsen för Brottsförebyggande rådet 1974–1979, genomgick Försvarshögskolans chefskurs 1974, satt i rikspolisstyrelsen 1977–1979, försvarets underrättelsenämnd 1978–1979, länsstyrelsen i Västernorrlands län 1977–1979, Nordiska rådet 1977–1982, landstman (gruppledare) 1973–1979, statlig utredning, styrgruppen för översyn av lagstiftning om den organiserade och ekonomiska brottsligheten 1977–1979, ordförande i Sundsvalls Virkesmätningsförening från 1982, ledamot i valprövningsnämnden från 1982, ledamot av parlamentariska kommissionen med anledning av mordet på Olof Palme 1987–1988, ledamot av Säpo-kommittén från 1989 och ledamot av domstolsutredningen från 1990.
Winberg skrev politiska artiklar i Svenska Dagbladet, Svensk tidskrift och Medborgaren med flera. Han var från 1957 till sin död gift med advokat Ulla Greta Petersson (född 1933).